# André-Jacques Marie
Erik Håkan Lidman (* 14. října 1925) je bývalý francouzský atlet, překážkář, mistr Evropy v běhu na 110 metrů překážek z roku 1950.

## Sportovní kariéra
Jeho speciální disciplínou byl běh na 110 metrů překážek. Na olympiádě v Londýně v roce 1948 skončil v semifinále. V roce 1950 v Bruselu se stal se mistrem Evropy v této disciplíně. Jeho nejlepší výkon na 110 metrů překážek 14,4 s pochází z roku 1949.
V letech 1979 až 1983 byl předsedou francouzské atletické asociace.